# سیارک ۲۲۷۷۷
سیارک ۲۲۷۷۷ (به انگلیسی: 22777 McAliley، نامگذاری:1999CU29) بیست و دو هزار و هفتصد و هفتاد و هفتمین سیارک کشف شده‌است که در ۱۰ فوریه ۱۹۹۹ کشف شد.
قدر مطلق سیارک برابر ۱۴.۱ است.